# Agencja Informacji TVP
Agencja Informacji TVP – jednostka Telewizji Polskiej, powołana 25 lipca 2006 roku na bazie Telewizyjnej Agencji Informacyjnej. Jej zadaniem była produkcja programów informacyjnych, emitowanych na antenach TVP.
Siedziba znajdowała się w Warszawie przy Placu Powstańców Warszawy 7.
Agencja Informacji TVP została zlikwidowana 1 lipca 2013 wraz z przywróceniem Telewizyjnej Agencji Informacyjnej.